# Mandeville (Giamaica)
Mandeville è un comune della Giamaica, situato nella parrocchia di Manchester, della quale è il capoluogo.